# Village ibérique de Coll del Moro
Le village ibérique de Coll del Moro est une ancienne cité ibère fondé au VIe siècle av. J.-C. et un site archéologique situé à Gandesa (comarque de Terra Alta), dans la province de Tarragone en Catalogne,.
L'ensemble du site ibérique de Coll del Moro est géré par le musée d'archéologie de Catalogne a été déclaré bien culturel d'intérêt national et bien d'intérêt culturel en 1993.

## Géographie
Le Coll del Moro est une montagne de 483 m située dans la municipalité de Gandessa, dans la comarque de Terra Alta. Le complexe archéologique de Coll de Moro se compose d'une nécropole tumulaire, de plusieurs ateliers textiles et de la zone fortifiée du village comprenant tours et murailles.

## La ville fortifiée
La ville est une colonie ibérique fortifiée d'environ 3 350 m2 de la tribu des Ilercavons . Elle fait actuellement partie de la Route des Ibères. L'enceinte fortifiée a duré du Ve siècle av. J.-C. au Ier siècle. Cette enceinte est présidée par une grande tour située au point culminant de l'agglomération. À l'intérieur du village, un atelier de transformation du lin et de fabrication de textile a été découvert.

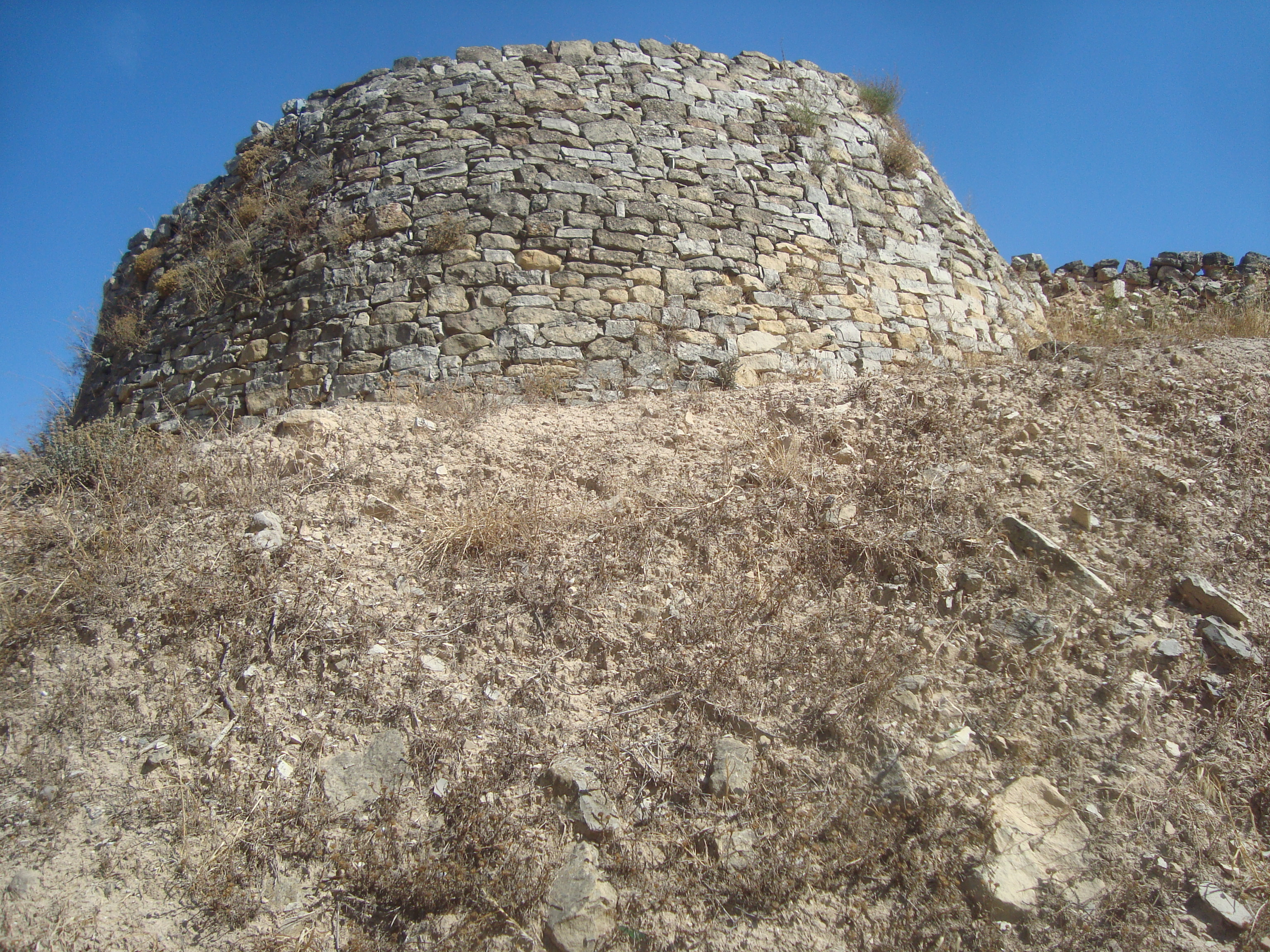
La tour.

Il a fait l'objet de différentes campagnes de fouilles entre 1971 et 1976. Depuis 1982, après son acquisition par la Généralité de Catalogne, des interventions archéologiques continues ont été réalisées qui ont permis des progrès considérables dans ses connaissances. Les études réalisées jusqu'à présent sur la tour (l'élément le plus visible et caractéristique de la ville) et ses douves attenantes suggèrent une chronologie fondatrice du début du Ve siècle av. J.-C., même si l'on a récupéré quelques matériaux décontextualisés qui pourraient remonter à l'époque. La date initiale d'occupation du site est forte (autour de 600 av. J.-C.). La seconde ligne de défense de la ville, formée de trois bastions, fut détruite vers la fin du IIIe siècle av. J.-C. ou durant la première moitié du IIe siècle av. J.-C..
L'existence de la ville remonte aux VIe et Ve siècles av. J.-C. et après la deuxième guerre punique, à partir du dernier quart du IIIe siècle av. J.-C., le Coll del Moro passera d'une zone défendue par une tour de guet à une zone entière de ville fortifiée.

## La nécropole

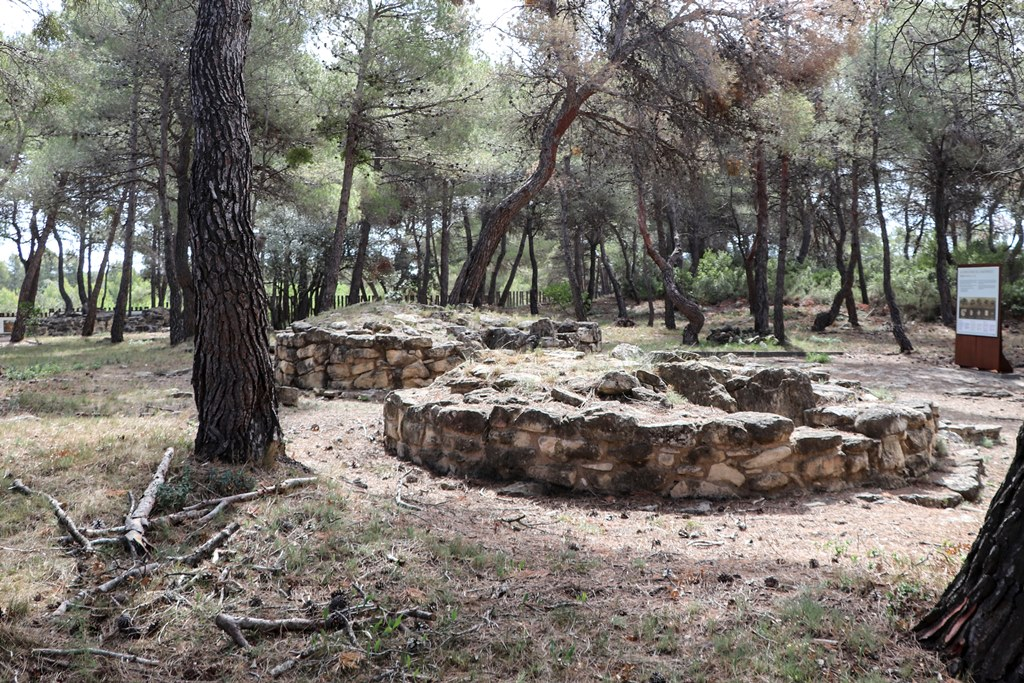
La nécropole tumulaire.

La nécropole avec trois zones d'inhumation, connues sous le nom de Calars, Teuler et Maries, a été découverte et partiellement fouillée en 1953. Après les travaux réalisés entre 1971 et 1974 et ceux réalisés entre 1984 et 1991, semble confirmer une datation située environ entre les années 800 et 450 av. J.-C..
La découverte, à proximité des tumulus, de différents matériaux archéologiques dont la chronologie atteint le IVe siècle av. J.-C. suggère la présence d'un habitat lié à l'établissement voisin, et avec une coexistence entre la phase ultérieure de la nécropole et la phase la plus récente de la ville primitive.

## Fort romain
En 2014, ils ont découvert un fort romain sur le site des IIe et Ier siècles av. J.-C. avec des restes de fondations d'habitations et de rues.